# مكدين سفلي
مكدين سفلي (بالفارسية: مکدین سفلی) هي قرية تقع في قسم بيشكوة موغوئي الريفي في إيران. يقدر عدد سكانها بـ 58 نسمة بحسب إحصاء 2016.